# Eli Craig
Pour les articles homonymes, voir Craig.
Elijah M. Craig, dit Eli Craig, est un scénariste et réalisateur né le 25 mai 1972 à Los Angeles.

## Biographie
Son premier long-métrage en tant que scénariste-réalisateur est la comédie horrifique Tucker et Dale fightent le mal, film qu'il a réalisé en 3 ans.

### Vie privée
Il est le plus jeune fils de Sally Field.  Son grand-frère Peter Craig est acteur, scénariste et romancier. Son demi-frère John Craig est musicien.
Le 5 septembre 2004, Craig a épousé Sasha Williams, l'actrice qui a joué Kelsey Winslow dans Power Rangers : Sauvetage éclair.

## Filmographie

### Réalisateur
- 2004 : The Tao of Pong (court-métrage)
- 2010 : Tucker et Dale fightent le mal (Tucker and Dale vs Evil)
- 2010 : Brothers and Sisters - Saison 5, épisode 9
- 2013 : Zombieland (téléfilm)
- 2017 : Little Evil
- 2025 : La Nuit des clowns (Clown in a Cornfield)

### Acteur
- 1999 : Deal of a Lifetime de Paul Levine : Kevin Johnson
- 1999 : Carrie 2 : La Haine (The Rage: Carrie 2) de Katt Shea : Chuck
- 2000 : Space Cowboys de Clint Eastwood : William « Hawk » Hawkins, jeune
- 2005 : Racer Number 9 de Warren Jenson (court-métrage) : Buddy Werner
- 2010 : Tucker et Dale fightent le mal (Tucker and Dale vs Evil) de lui-même : le caméraman
- 2017 : Little Evil : Derby officiel

### Scénariste
- 2004 : The Tao of Pong de lui-même (court-métrage)
- 2010 : Tucker et Dale fightent le mal (Tucker and Dale vs Evil)
- 2025 : La Nuit des clowns (Clown in a Cornfield) de lui-même